# Gənclər
Gənclər (hay còn gọi là Gənc-lər) là một làng đô thị thuộc vùng Quba của Azerbaijan. Có dân số là 328 người.